# Hüttenberg (Autriche)
Pour les articles homonymes, voir Hüttenberg.
Hüttenberg est une commune (Marktgemeinde) autrichienne du district de Sankt Veit an der Glan en Carinthie.
Dans cette ville minière historique marquée par l'extraction de minerai de fer se situe le musée Heinrich-Harrer et le Tibet Center Institute

## Géographie
Le territoire communal s'étend dans les Alpes de Lavanttal, proche de la frontiére avec le Land de Styrie (la Haute-Styrie) au nord. Il comprend également les villages d'Unterwald, Hinterberg, Knappenberg, Lölling, Sankt Johann am Pressen, Sankt Martin am Silberberg, et Zosen.

## Histoire
L'exploitation des minerais de fer (ferrum noricum) dans la région remonte à l'époque celtique, lorsqu'elle faisait partie du royaume de Norique. Le lieu de Hüttenberg, sous la domination des princes-archevêques de Salzbourg, est mentionné pour la première fois dans un acte de l'an 1266. Le village obtient le droit de tenir marché au XIVe siècle.

## Culture

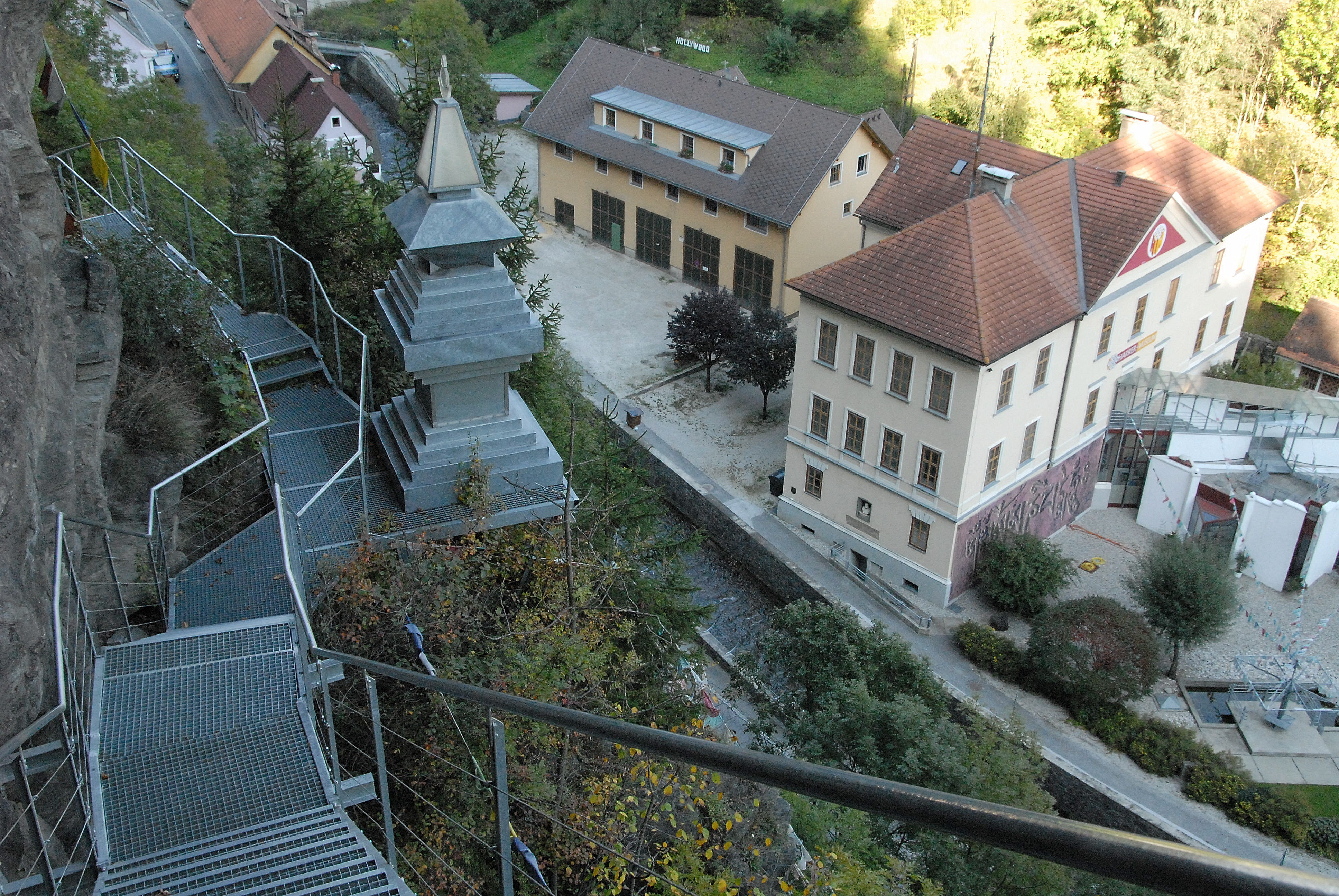
Musée Heinrich-Harrer.

Le télé-film Un si charmant village (Wenn du wüsstest, wie schön es hier ist) de la série autrichienne mettant en évidence les particularités des régions d'Autriche a été entièrement tourné à Hüttenberg par Andreas Prochaska en 2015.

## Personnalité
- Jean Egger (1897-1934), peintre, y est né.